# Kupé nr 6
Kupé nr 6 (finska: Hytti nro 6) är en roman från 2011 av den finländska författaren Rosa Liksom. Boken tilldelades Finlandiapriset 2011 och blev som representant för Finland nominerad till Nordiska rådets litteraturpris 2013.

## Handling
Handlingen utspelar sig under 1980-talet. En ung finländsk kvinnlig arkeologistudent delar tågkupé med en supande rysk man. De tar Transsibiriska järnvägen på väg mot Ulan Bator, hon för att studera grottmålningar, han för att arbeta på ett bygge.

## Filmatisering
En film baserad på boken hade premiär 2021. Den har samma titel som boken och är regisserad av Juho Kuosmanen. Vid filmfestivalen i Cannes tilldelades den Grand Prix. Den blev då den andra finländska filmen någonsin att tilldelas priset.